# Diradops pulchra
Diradops pulchra là một loài tò vò trong họ Ichneumonidae.